# پاول دوموف
پاول دوموف (استونیایی: Pavel Dõmov؛ زادهٔ ۳۱ دسامبر ۱۹۹۳) بازیکن فوتبال اهل استونی است.
از باشگاه‌هایی که در آن بازی کرده‌است می‌توان به باشگاه فوتبال لوادیا تالین اشاره کرد.
وی همچنین در تیم‌های ملی فوتبال زیر ۱۹ سال استونی، زیر ۲۳ سال استونی، و استونی بازی کرده‌است.